# Jaroslav Chundela
Jaroslav Chundela (16. prosince 1936, Brno – 21. června 1995, Mnichov) byl český divadelní a operní režisér a herec.

## Život
Po absolvování Damu v roce 1951 působil v divadle S. K. Neumanna v Praze. Na přelomu šedesátých a sedmdesátých let pracoval v operní scéně Divadla Jozefa Gregora Tajovského v Banské Bystrici.
V roce 1972 vzniklo v Ústí nad Labem Činoherní studio Ústí nad Labem. Bylo založeno jako nástupce komunistickým režimem zakázaného Kladivadla a Chundela se stal jeho prvním uměleckým ředitelem. Pod jeho vedením se divadlo dostalo na mimořádně vysokou úroveň, neboť zde vytvořil soubor mladých talentovaných herců (Jiří Bartoška, Karel Heřmánek, Pavel Zedníček) a zval ke spolupráci přední české režiséry, kterým totalitní režim znemožnil práci v pražských divadlech. Mimo jiné zde působili např. Jan Grossman, Evald Schorm nebo Jan Kačer. V roce 1975 odešel do Prahy a byl po tři roky režisérem v divadle Na zábradlí. V těchto letech také režíroval několik operních představení v Národním divadle Brno. Příležitostně účinkoval i jako herec na divadle i ve filmu.
V roce 1978 emigroval. Žil ve Švýcarsku a pracoval v řadě divadel v Německu.